# Степное Матюнино
Степное Матюнино — село в Майнском районе Ульяновской области России. Входит в состав Гимовского сельского поселения.

## География
Село находится в центральной части Ульяновской области, в зоне хвойно-широколиственных лесов, в пределах Приволжской возвышенности, на правом берегу реки Гущи, на расстоянии примерно 20 километров (по прямой) к юго-востоку от Майны, административного центра района. Абсолютная высота — 134 метра над уровнем моря.
Климат
Климат характеризуется как умеренно континентальный, с тёплым летом и умеренно холодной зимой. Среднегодовая температура воздуха — 4 — 4,2 °С. Средняя температура воздуха самого тёплого месяца (июля) — 19,5 °C ; самого холодного (января) — −11,8 °C. Среднегодовое количество атмосферных осадков составляет 310—460 мм, из которых большая часть (242—313 мм) выпадает в тёплый период.
Часовой пояс
Село Степное Матюнино, как и вся Ульяновская область, находится в часовой зоне МСК+1. Смещение применяемого времени относительно UTC составляет +4:00.

## История
В 1780 году, при создании Симбирского наместничества, село Сретенское Матюнино тож, помещиковых крестьян, вошло в состав Тагайского уезда.
В 1796 году при создании Симбирской губернии село вошло в состав Сенгилеевского уезда.
На 1859 год село Степное Матюнино входило в состав 3-го стана Сенгилеевского уезда Симбирской губернии, имелось: церковь и поташный завод.
Церковно-приходская школа существует с 1882 г., помещается в собственном здании, построенном на средства господина Каврайского и прихожан.
В 1893 году на государственные средства, был построен новый деревянный храм. Престол в нем в честь Сретения Господня.

## Население
| 2010 |
| ---- |
| 316  |

Национальный состав
Согласно результатам переписи 2002 года, в национальной структуре населения русские составляли 75 % из 419 чел.

### Известные уроженцы
- Шашков, Александр Георгиевич (1900—1942) — майор государственной безопасности. Родился в селе.